# Lucepedia
Lucepedia (ufficialmente: LUCEpedia - Digitale theologische encyclopedie; in italiano Enciclopedia teologica digitale) è un'enciclopedia digitale online in lingua olandese, che tratta i temi del cristianesimo, della teologia e della società in genere.  

## Storia
Il database stesso contiene diverse centinaia di biografie su figure religiose, informazioni su movimenti ed opere, oltre ad articoli di natura generica. 
L'enciclopedia è curata dalla Facoltà di teologia cattolica dell'Università di Tilburg. Dal 2021 collabora al progetto anche l'Istituto Agostiniano di Utrecht. I contenuti, a carattere accademico, sono revisionati da un comitato tecnico scientifico formato da esperti e docenti universitari.